# Jamal Branch
Jamal Edward Branch (Kansas City, Misuri, 30 de septiembre de 1992) es un exbaloncestista estadounidense. Con 1,91 metros de estatura, jugaba en la posición de base. Es primo de los también jugadores profesionales Alec Burks y Marcus Denmon.

## Trayectoria deportiva

### Universidad
Jugó una temporada con los Aggies de la Universidad de Texas A&M, en la que promedió 4,2 puntos, 2,2 rebotes y 2,5 asistencias por partido. Tras esa temporada, fue transferido a los Red Storm de la Universidad St. John's, donde jugó tres temporadas más, en las que promedió 5,0 puntos y 2,2 asistencias por encuentro.

### Profesional
Tras no ser elegido en el Draft de la NBA de 2015, fichó por el BK Iskra Svit de la liga eslovaca, pero dejó el equipo antes del comienzo de la temporada. El 31 de octubre fue seleccionado por Los Angeles D-Fenders en el puesto 41 del Draft de la NBA D-League, equipo con el que jugó apenas 10 partidos, en los que promedió 1,1 puntos, antes de ser despedido en el mes de enero de 2016. Posteriormente fue repescado para disputar los playoffs.
El 30 de octubre de 2016 fuetraspasado a os Reno Bighorns.